# 切爾尼亞瓦
49°36′19″N 26°32′40″E / 49.60528°N 26.54444°E
切爾尼亞瓦（烏克蘭語：Чернява）是位於烏克蘭西部的村莊，由赫梅利尼茨基州裡赫梅利尼茨基區的納爾凱維奇市鎮負責管轄。該村面積1.01平方公里，海拔高度312米，2001年人口323，人口密度每平方公里319.8人。